# Rasta thiophila
Rasta thiophila is een tweekleppigensoort uit de familie van de Lucinidae. De wetenschappelijke naam van de soort is voor het eerst geldig gepubliceerd in 1997 door J.D. Taylor & Glover.